# Ytterby
Ytterby (prononcé en suédois [ˈʏtːərˌbyː]) est un village de la commune de Vaxholm, en Suède.

## Toponyme
Ytterby est prononcé en suédois [ˈʏtːərˌbyː]. Le nom signifie « village excentré ».

## Localisation
Ytterby est situé sur l'île de Resarö, dans l'archipel de Stockholm, à une vingtaine de kilomètres au nord-est de Stockholm.
Administrativement, Ytterby fait partie de la commune de Vaxholm, dans le comté de Stockholm.

## Découvertes chimiques

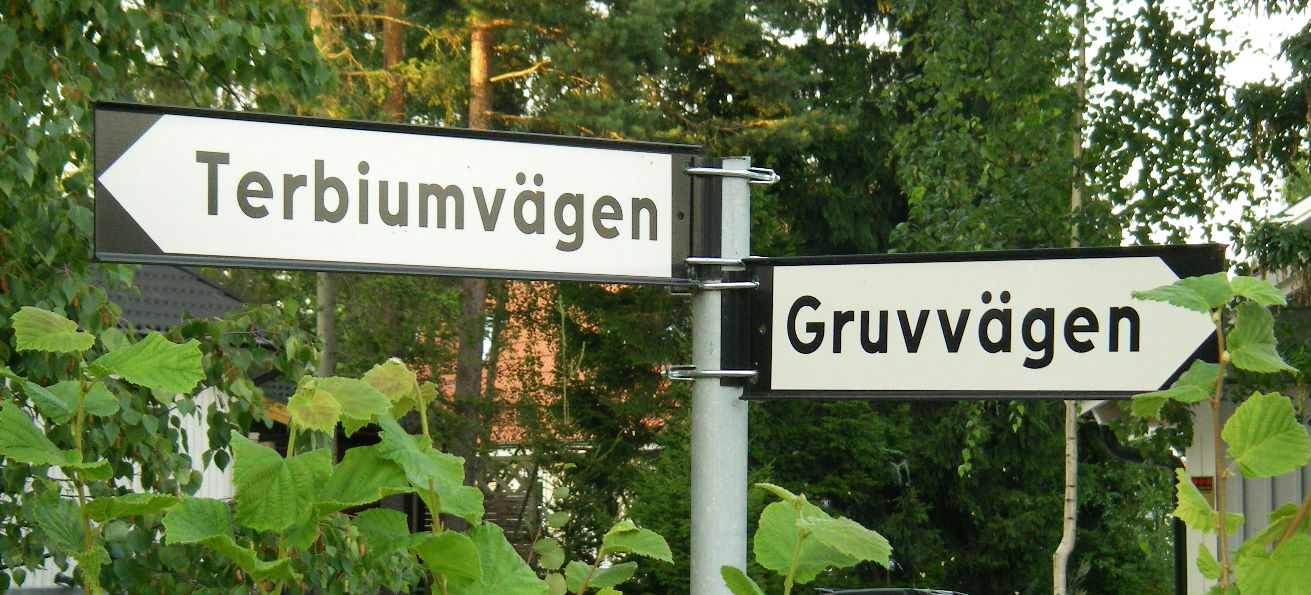
Terbiumvägen (route du Terbium) et Gruvvägen (route de la Mine), à proximité de la mine d'Ytterby.

Le minerai yttria fut découvert dans une carrière et une mine proches du village, et nommé d'après ce dernier. Ce minerai s'est révélé par la suite la source de quatre nouveaux éléments chimiques, qui eux-mêmes furent nommés d'après le village et le minerai : l'yttrium (Y), l'ytterbium (Yb), le terbium (Tb) et l'erbium (Er), décrits pour la première fois respectivement en 1794, 1842, 1842 et 1878.
La découverte de trois autres lanthanides provient de la même carrière : l'holmium (Ho, nommé d'après Stockholm), le thulium (Tm, d'après Thulé) et le gadolinium (Gd, d'après le chimiste Johan Gadolin). Une dernière terre rare, le scandium, porte le nom de la Scandinavie tout entière.

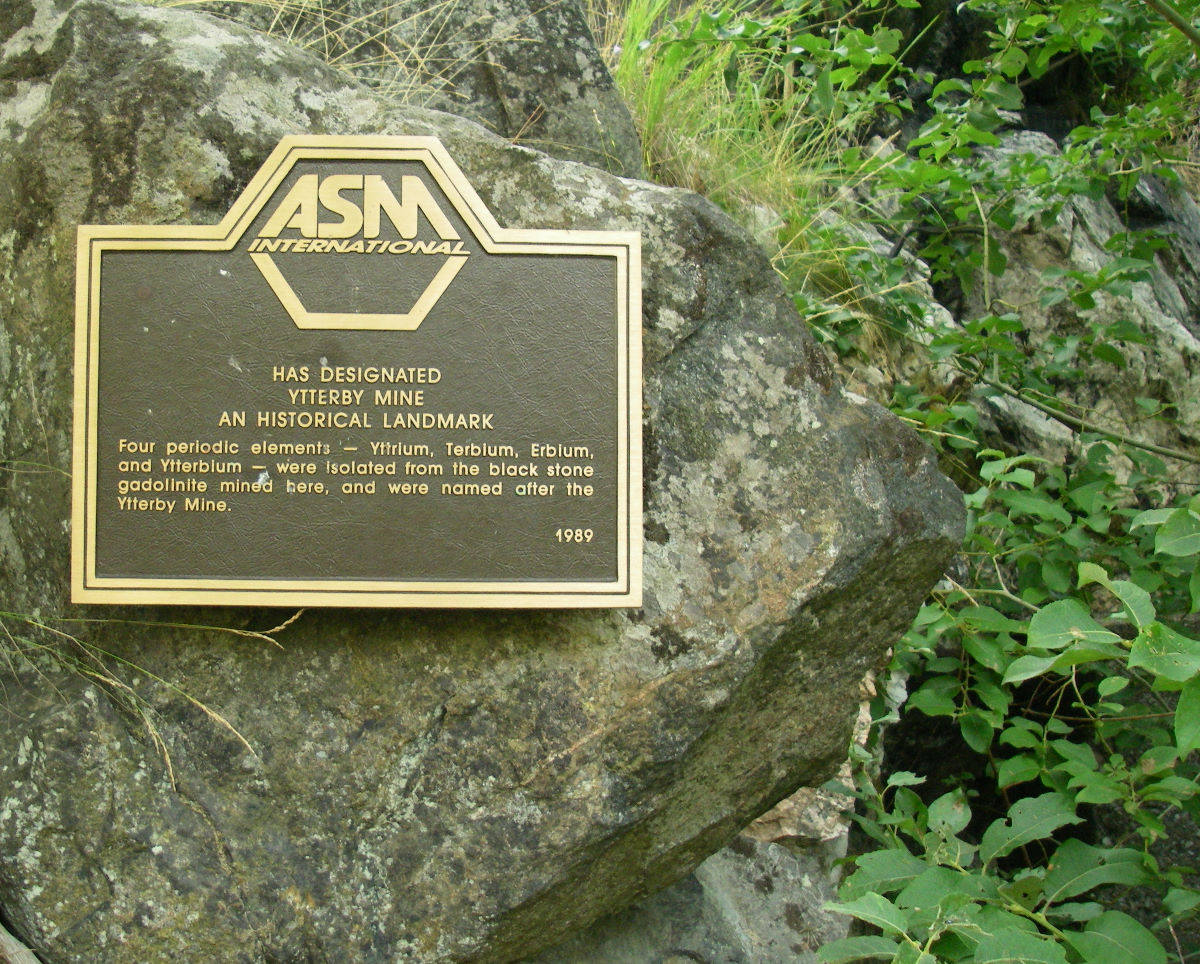
La plaque commémorative de l'ASM.

En 1989, l'American Society for Metals a installé une plaque commémorative à l'ancienne entrée de la mine,.